# ويلي جانسين
ويلي جانسين (بالألمانية: Willy Janssen) (و. 1960  م) هو لاعب كرة قدم، من مملكة هولندا، ولد في سيتارد، يلعب كمُدَافِع.

## مسيرته الكروية
لعب ويلي جانسين خلال مسيرته الاحترافية مع ناديين في ثمانية مواسم وسجل خلالها 9 أهداف ضمن 82 مباراة. ولم يفز بأي موسم بالكأس وفاز في موسم واحد بالدوري.
خاض ويلي جانسين مسيرته مع نادي آيندهوفن في موسم 1976–77 ليلعب معه خمسة مواسم، مشاركًا في 40 مباراة سجل خلالها 3 أهداف. ثم انتقل إلى نادي ناك بريدا في موسم 1981–82 واستمر معه طيلة ثلاثة مواسم، حيث شارك في 42 مباراة سجل خلالها 6 أهداف.

## روابط خارجية
- ويلي جانسين على موقع قاعدة بيانات كرة القدم.إي يو (الإنجليزية)
- ويلي جانسين على موقع ناشيونال فوتبول تيمز (الإنجليزية)